# Surfboat

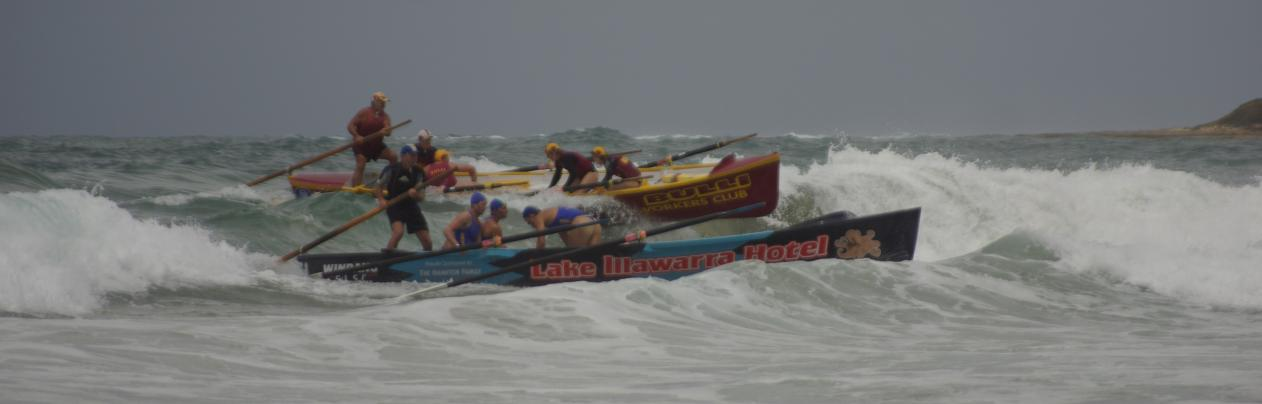
Surfboat-Rennen

Ein Surfboat ist ein für die Brandung entworfenes Ruderboot, welches an den Stränden Australiens, Neuseelands, Südafrikas aber auch Frankreichs und Großbritanniens zur Lebensrettung eingesetzt wird. Das Boot wurde so konstruiert, dass es durch turbulentes „Whitewater“ und brechende Wellen wieder zum Ufer zurückgesteuert werden kann. Ein ausgedehntes Heck und hohe Seitenkanten verhindern das Überfluten oder das Kentern des Bootes, folglich haben Surfboats ein spitzes Heck. Surfboats sind jedoch teilweise auch motorisiert.

## Brandungbootrudern als Wettkampf
Brandungbootrudern ist in Australien, Neuseeland sehr populär und in geringerem Ausmaß verbreitet in Südafrika, Frankreich und Großbritannien. Normalerweise werden diese Wettkämpfe in Rettungssport-Veranstaltungen eingebunden. Moderne Motorboote haben mittlerweile die Brandungboote als die Werkzeuge für den täglichen Einsatz ersetzt, aber Surfboat Training und Wettkämpfe bleiben als entspannende Tätigkeiten unter professionellen Rettern und Freizeitsportlern populär. Die australische Form des Sports zieht eine breite Zuschauermasse an den Strand und wird häufig im Fernsehen gezeigt. Das Boot wird durch ein fünftes Mannschaftsmitglied gesteuert, während die anderen vier das Rudern übernehmen, der sogenannte Sweeper steht im Heck und steuert mittels eines Ruders. Während der Wettkämpfe muss ein Bojenparcours durch die Brandung hinaus und herein absolviert werden. Hunderte Surfboat-Mannschaften nehmen an diesen Wettkämpfen teil.

## Geschichte
Bis in die fünfziger Jahre waren die bekanntesten Surfboats dazu da, die Stadt Accra in Ghana mit den Gütern der vor der Stadt lagernden Versorgungsschiffe zu versorgen. In Tristan da Cunha und auf den Pitcairninseln sind die Brandungboote Frankreichs bekannt als Longboats.